# Paolo Bailetti
Paolo Bailetti (Somma Lombardo, 15 luglio 1980) è un ex ciclista su strada italiano, professionista dal 2005 al 2012.

## Carriera
Nipote di Antonio Bailetti, comincia a gareggiare all'età di 12 anni. Dopo la trafila delle categorie giovanili, corre per sei stagioni tra i Dilettanti, quattro come Under-23 (dal 1999 al 2002) e due da Elite (2003 e 2004), ottenendo alcuni successi tra cui il titolo nazionale in linea Under-23 nel 2002. Passa professionista nel 2005 con il Team Androni Giocattoli-3C Casalinghi Jet di Davide Boifava. Quell'anno è secondo al Trofeo Matteotti – battuto dal solo Ruggero Marzoli – e quinto al Gran Premio Nobili Rubinetterie, mentre nel 2006 è sesto ai campionati italiani in linea e al Gran Premio Bruno Beghelli.
Nel 2007 segue Boifava al Team LPR; va ancora vicino al successo, è infatti secondo in una tappa del Brixia Tour (chiude quinto in classifica) e quarto al Giro dell'Appennino e alla Coppa Placci. Nella stagione seguente partecipa per la prima volta alla Milano-Sanremo e al Giro d'Italia: nella "Corsa rosa" lavora come gregario per il capitano Danilo Di Luca e si classifica all'88º posto finale.
Nel 2009 passa alla spagnola Fuji-Servetto; l'anno dopo è invece tra le file della Ceramica Flaminia di Orlando Maini, ottenendo altri piazzamenti nei dieci in alcune classiche italiane (sesto al Trofeo Matteotti, settimo al Giro di Romagna). Nelle stagioni 2011 e 2012, le ultime da professionista per lui, veste la divisa della De Rosa/Utensilnord, la squadra di Fabio Bordonali.

## Palmarès
- 2001 (Sintofarm-Feralpi)

Giro Ciclistico del Cigno
- 2002 (G.S. Even Feralpi)

Campionati italiani, Prova in linea Under-23
- 2003 (Ceramiche Pagnoncelli-FMB-Perrel)

Coppa Colli Briantei
Gran Premio Città di Felino
- 2004 (G.S. Camel-Brunero-Boeris-Caneva)

Memorial Antonio Davitto
Trofeo della Rapa Rossa Doc
Gran Premio Città di Felino
Ruota d'Oro

## Piazzamenti

### Grandi Giri
- Giro d'Italia

2008: 88º

### Classiche monumento
- Milano-Sanremo

2008: 67º
2012: 96º
- Giro delle Fiandre

2009: ritirato
- Giro di Lombardia

2007: ritirato
2009: ritirato
2012: ritirato